# Mount Si
Mount Si je hora v americkém státě Washington. Nachází se na západní straně Kaskádového pohoří, přímo nad pobřežními pláněmi Pugetova zálivu. Tyčí se severovýchodně od města North Bend a své jméno nese po osadníkovi Josiah Merrittovi, jemuž se přezdívalo „Strýc Si“. Hora je slavná díky seriálu Městečko Twin Peaks, který byl natáčen v nedalekém North Bendu.
Jelikož se nachází pouze 45 minut autem od Seattlu, jedná se o oblíbenou outdoorovou destinaci obyvatel oblasti Pugetova zálivu. Každý rok ji navštíví kolem 80 až 100 tisíc pěších turistů.
K vrcholovému hřebenu hory vede zhruba šestikilometrová stezka, která stoupá celkově do 1100 metrů. Vrchol samotný je pak obtížnějším počinem, konkrétně se jedná o výstup 3. třídy podle Yosemitského systému, lezec tedy nemusí využít provaz, pokud spadne, má šanci nehodu přežít.
Mount Si je zbytkem mořského vulkánu, horniny na hoře jsou velice metamorfované.
Hora je důležitou postavou v bájích indiánského kmene Snoqualmijců. Podle jednoho příběhu se jedná o mrtvé tělo Snoqualma, měsíčního boha. Ten přikázal, aby byl mezi nebem a zemí natažen provaz z cedrové kůry. Jenže Liška a Sojka využili provazu k tomu, aby Snoqualmovi ukradli slunce. Snoqualm se snažil Lišku a Sojku polapit, jenže v tu chvíli se provaz zlomil, načež Snoqualm spadl a zemřel. Liška pak dala slunci svobodu a lidem oheň. Nedaleko vrcholu hory se nachází skály připomínající Snoqualmův obličej.